# Эль-Мшрах
Эль-Мшрах (араб. المسراخ‎) — деревня на юго-западе Йемена, на территории мухафазы Таиз.

## Географическое положение
Деревня находится в центральной части мухафазы, в горной местности йеменского хребта, на высоте 1397 метров над уровнем моря.
Эль-Мшрах расположен на расстоянии приблизительно 10 километров к югу от Таиза, административного центра мухафазы и на расстоянии 200 километров к юго-юго-западу (SSW) от Саны, столицы страны.

## Население
По данным переписи 2004 года численность населения Эль-Мшраха составляла 10 141 человека.

## Транспорт
Ближайший аэропорт — Международный аэропорт Таиза.